# 霧燈

前雾灯的ISO标识

雾灯（英语：Fog lamp）安装于汽车的前部和后部，用于在雾、雨或尘埃弥漫等能见度较低的环境中行车时照明道路与安全警示。提高了驾驶员与周围交通参与者的能见度。雾灯的安装位置只能在保险杠以下、车身最贴近地面的位置（雾气在1米以下一般比较稀薄）。防雾灯分前雾灯和后雾灯，前雾灯一般为明亮的黄色，后雾灯则为红色。前雾灯左边是三个斜线，由一条弯曲的线穿过，右边是半椭圆形的图形。后雾灯左边是半椭圆形的图形，右边是三个横线，由一条弯曲的线穿过。前雾灯在国标的布置要求为离地高度不小于250mm，对于M1类车辆，不大于800mm。